# Pre
Pour les articles homonymes, voir pré et PRE.
Pre est un groupe de noise rock britannique originaire de Londres et formé aux alentours de 2005. Leurs disques sont édités chez Skin Graft Records et Lovepump United. Le groupe inclut d'anciens membres de Todd, Seafood et Male Bonding.

## Discographie
- Treasure Trails (EP et 7" chez Blood of the Drash)
- PRE // dmonstrations // AIDS Wolf // Crack und Ultra Eczema (2x7" split (4 groupes) chez Lovepump United)
- Leur piste "Dudefuk" apparaît sur la compilation de Rough Trade Shop Counter Culture (2006)
- 10" Split avec Bardo Pond dans la série 'Keep Mother'
- Epic Fits LP chez Skin Graft Records & Lovepump United, 17 septembre 2007
- 7" Split avec Comanechi chez Merok Records
- 7" Split avec Crystal Castles/Teenagers/Whisky vs Faith chez Merok/Rough Trade
- 7" Split avec AIDS Wolf chez Skingraft Records (2007)

## Source
- (en) Cet article est partiellement ou en totalité issu de l’article de Wikipédia en anglais intitulé « Pre (band) » (voir la liste des auteurs).